# Hind bint Utbah
Hind bint ‘Utbah (en árabe: هند بنت عتبة) fue una mujer árabe que vivió a finales del siglo VI y principios del VII; era la esposa de Abu Sufyan ibn Harb, un jeque destacado de La Meca, en Arabia occidental. Era la madre de Muawiyah I, el fundador de la dinastía omeya, y de Hanzala, Juwayriya y Umm Hakam. Ramla bint Abi Sufyan, una de las esposas de Mahoma, era su hijastra.
Ambos, Abu Sufyan y Hind, una mujer de fuerte carácter, inicialmente se opusieron al profeta islámico Mahoma antes de su conversión final al Islam en 630.

## Vida
Nació en La Meca, hija de uno de los dirigentes más prominentes de los Quraysh, Utbah ibn Rabi'ah, y de Safiya bint Umayya ibn Abd Shams. Safiyya y Utba eran primos. Tenía dos hermanos: Abu-Hudhayfah ibn 'Utbah y Walid ibn Utbah, y dos hermanas: Atika bint Utba y Umm Kulthum bint Utba. Su padre y su tío paterno Shaibah ibn Rabī‘ah estaban entre los líderes adversarios del Islam, siendo muertos por Ali en la Batalla de Badr.
Su primer marido fue Hafs ibn Al-Mughira del clan Makhzum, con quien tuvo un hijo, Aban. Hafs enfermó y murió joven. Entonces Hind se casó con el hermano de su esposo, su cuñado al-Fakah, que era mucho mayor que ella, pero le aceptó porque quería que su hijo creciera dentro de la familia de su padre. Al-Fakah poseía una sala de banquetes pública que podía alquilarse para festines y eventos. Un día dejó a Hind sola en la sala y cuando regresó de casa vio a uno de sus empleados saliendo aprisa. Suponiendo que su mujer tenía un amante, le dio un puntapié y le preguntó quién era el hombre que acababa de salir. Ella respondió que había estado dormida y no sabía quién había entrado; pero al-Fakah no la creyó y se divorció de inmediato.
Hind entonces fue objeto de numerosos chismes. Su padre Utbah le preguntó sobre la verdad de su divorcio. "Si las acusaciones son ciertas, arreglaré para que Hafs tenga un asesinato; y si son falsas, le convocaré para comparecer ante un adivino del Yemen." Hind juró por los dioses que era inocente, así que Utbah llamó al adivino.Hind estaba sentada entre una multitud de mujeres; el adivino caminó hacia ella, le golpeó el hombro y dijo, "Levántate, tú mujer casta sin ningún adulterio. Darás nacimiento a un rey!" Al-Fakah entonces tomó su mano, dispuesto a aceptarla de nuevo como su mujer; pero Hind retiró la mano y le dijo, "Vete, porque me aseguraré de tenerlo con otro hombre".
Hind rechazó otro pretendiente para casarse con Abu Sufyan, quién era su primo hermano por parte materna y primo segundo por parte paterna, hacia 599. Su familia tomó prestadas las joyas del clan Abu'l-Huqayq en Medina para que ella pudiera adornarse para la boda.

## Conflicto con Mahoma
De 613 a 622, Mahoma predicó el mensaje del Islam públicamente en La Meca. Mientras iba reuniendo conversos, él y sus seguidores se enfrentaban a una persecución creciente. En 622 emigraron a la ciudad distante de Yathrib, luego conocida como Medina. Estaban en guerra con los mecanos y atacaban sus caravanas. Los mecanos enviaban fuerzas para defender sus caravanas. Mecanos y musulmanes chocaron finalmente en la Batalla de Badr. Los musulmanes derrotaron a los mecanos y el padre, el tío, el hijo y un hermano de Hind fueron muertos en aquella batalla.
La ira de Hind hacia los musulmanes fue de lo más grande e intensa; lloraba públicamente por el desierto vertiendo polvo sobre su cara y su ropa, mientras lamentaba a sus parientes difuntos; y no paró hasta que su marido Abu Sufyan la instó a no llorar más y le prometió vengar la muerte de su padre y hermano.
Hind acompañó a las fuerzas mecanas a la Batalla de Uhud.En la Arabia preislámica era tradición que las mujeres acompañaran a los hombres a las batallas, permaneciendo alrededor tocando panderos, cantando y bailando para animar a sus hombres. Así que Hind estaba entre las mujeres que cantaban y bailaban, animando a sus guerreros:
!Oh hijos de Abdaldar!, !Adelante,
protectores de nuestra retaguardia,
golpead con cada lanza afilada!
Si avanzas, te abrazamos,
extenderemos suaves alfombras debajo de ti;
si te retiras te dejaremos;
vete no te amamos más.
Durante esta batalla, Jubayr ibn Mut'im sobornó a su esclavo Wahshi ibn Harb con la manumisión a cambio de matar al asesino de su tío en Badr, que había sido Hamza, tío de Mahoma. Siempre que Hind veía pasar a Wahshi, gritaba, "Vamos, hombre negro! Satisface vuestra venganza y la nuestra!" porque Hamza era el que había matado a su padre. Wahshi mató a Hamza de un lanzazo en el punto álgido de la batalla; después de que Hamza hubo caído, Wahshi regresó para recuperar su lanza y entonces abandonó la batalla. Después del enfrentamiento, Hind y las demás mujeres mecanas fueron a mutilar los cadáveres de los musulmanes muertos. Cortaron narices y orejas y con ellas confeccionaron collares y tobilleras (Hind dio las suyas a Wahshi). Ella además cortó el costado de Hamza, sacó el hígado y lo mordió; pero incapaz de tragar el bocado, lo escupió. (Ibn ‘Abdu l-Barrdijo en su libro "al-Istī‘āb" que cocinó el corazón de Hamza y se lo comió.) Después subió a una roca y "gritó en lo alto de su voz":
Le hemos devuelto el pago por Badr,
y una guerra que sigue a una guerra siempre es violenta;
No podía soportar la pérdida de Utbah,
ni de mi hermano, mi tío y mi primogénito;
He apagado mi venganza y cumplido mi voto.
Tú, oh Washi, has mitigado el ardor de mi pecho.
Le agradeceré a Washi mientras viva
hasta que mis huesos se pudran en la tumba.
Después de la ocupación de La Meca en 630, Mahoma puso precio a su cabeza, pero Sufayn intercedió a su favor y Hind aceptó el islam. Los musulmanes suníes la incluyen entre los sahabas o compañeros del profeta.

## La Batalla de Yarmuk
En la Batalla de Yarmuk en 636, los musulmanes se enfrentaron a los bizantinos, pero con la ayuda incluso de las mujeres y niños, derrotaron al Imperio Romano Oriental. La larga batalla es considerada una de las mayores victorias militares de Khalid ibn Walid, cimentando su reputación como uno de los más grandes estrategas y comandantes de caballería de la historia.
Dos de los primeros libros de historia del Islam acreditan a Hind por su acción en medio de la batalla. Muestran cómo las primeras mujeres musulmanas, incluyendo Hind bint Utbah y Asma bint Abi Bakr, fueron instrumentos clave en la Batalla de Yarmuk. Los musulmanes eran mucho más inferiores en número. Cada vez que los hombres huían, las mujeres los rechazaban y los conminaban a luchar, temiendo que si perdían, los romanos las esclavizarían. Cada vez que los hombres retrocedían, las mujeres cantaban:
!Oh tú que huyes de tú leal mujer!
Ella es hermosa y se mantiene firme.
Las estás abandonando a los romanos
para permitirles que se apoderen de ellas.
Tomarán todo lo que quieran de nosotras
y comenzarán a pelearse.
Hind cantó la misma canción que cuando luchó contra los musulmanes en la batalla de Uhud:
Somos hijas de las estrellas de la noche,
caminamos sobre cojines,
nuestros pasos son amables;
Nuestras manos y cabellos están perfumados de almizcle,
nuestros cuellos adornan las perlas,
así que ven y abrázanos,
quienquiera que se niegue será rechazado;
para defender a las mujeres no hay amante noble.
Después de ver la pelea de las mujeres, los hombres regresaron y se decían unos a los otros: "Si no luchamos, entonces tenemos más derecho a sentarnos en el banco de las mujeres que las mujeres".
En un momento, cuando las flechas empezaron a llover sobre Abu Sufyan e intentó alejar su caballo, Hind golpeó al animal en la cara con una estaca de las de clavar la tienda y dijo: "Dónde  piensas que vas, Oh jeque? Vuelve a batallar y esfuérzate hasta que compenses por haber incitado personas en el pasado contra Mahoma." Una flecha golpeó luego a Abu Sufyan en un ojo y quedó ciego (en el asedio de Taif había perdido el otro ojo).